# Fallo de la Corte de La Haya en 2012 sobre el litigio entre Colombia y Nicaragua
El Fallo de la Corte de La Haya en 2012 sobre el litigio entre Colombia y Nicaragua fue una sentencia emitida por la Corte Internacional de Justicia el  19 de noviembre de 2012, mediante la cual se procedió a resolver la cuestión de fondo del caso sobre la disputa territorial y de delimitación marítima entre la República de Nicaragua y la República de Colombia en el mar Caribe sudoccidental, iniciado por la primera en el 2001.
La sentencia confirmó la soberanía de Colombia sobre las islas de Alburquerque, Bajo Nuevo, Sureste, Quitasueño, Roncador, Serrana y Serranilla y, asimismo, se declaró admisible la petición de Nicaragua en orden a que la Corte decidiera la forma apropiada de delimitación marítima, en el marco geográfico y jurídico constituido por las costas continentales de Nicaragua y Colombia, dividiendo por partes iguales los derechos superpuestos a la plataforma continental de ambas partes; de esa forma, el fallo estableció una línea de frontera marítima única entre ambos países, que delimita la plataforma continental y las zonas económicas exclusivas, según líneas geodésicas que unen los puntos con coordenadas, indicadas detalladamente y, además, determinó una frontera marítima única de enclave alrededor de las islas de Quitasueño y de Serrana.
En consecuencia, la sentencia determinó que el mapa de los territorios que Colombia alegaba como propios cambiara radicalmente, pues el anterior deslinde que ese país —basándose en su interpretación del Tratado de 1928—, había determinado como ubicado sobre el meridiano 82°, fue fijado —en algunos sectores— 531 kilómetros hacia el este, cerca del meridiano 79°, reconociéndole a Nicaragua soberanía y derechos marítimos en dichas aguas hasta las 200 millas náuticas contadas desde sus costas. Como contrapartida, reconoció la soberanía de Colombia sobre las aguas que rodean las islas y cayos en disputa conforme a las 12 millas náuticas. 
Asimismo, de acuerdo al fallo, Nicaragua pasó a tener fronteras oceánicas en el mar Caribe con Jamaica y Panamá, países con los cuales deberá acordar su frontera marítima. Lo anterior, sin perjuicio de la implementación de la sentencia.
Conforme al Derecho internacional, el fallo es obligatorio para las partes, las cuales están comprometidas a cumplirlo, habiendo quedado sometidas a la jurisdicción de la Corte Internacional de Justicia en virtud del Pacto de Bogotá. No obstante, conforme a los procedimientos ante la Corte, existe la posibilidad de presentar recursos de interpretación o revisión, los cuales Colombia ha expresado que hará uso en su pleno derecho.

## Antecedentes

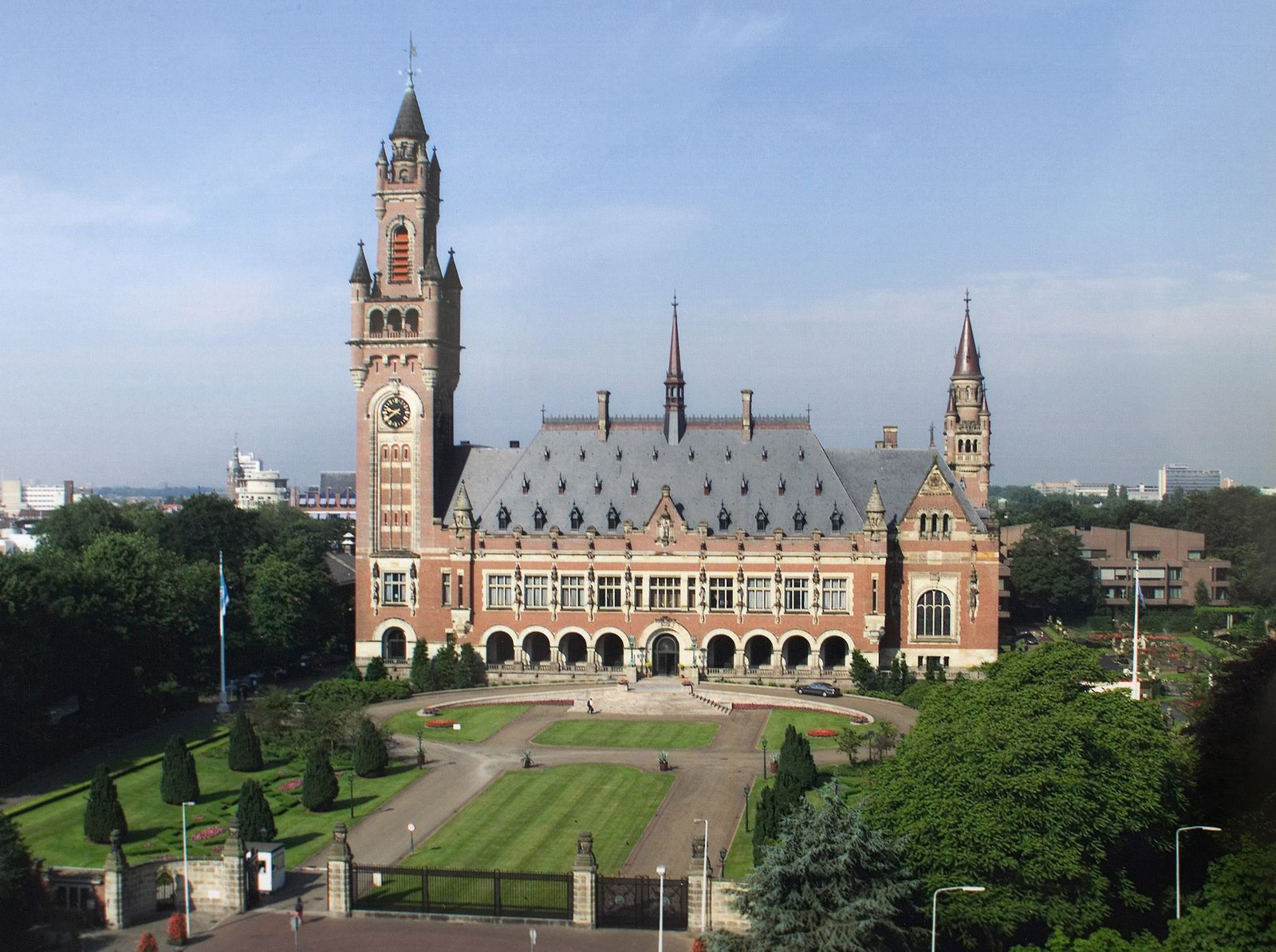
Palacio de la Paz, sede de la Corte Internacional de Justicia.

El contencioso en La Haya se inició con la demanda interpuesta por el gobierno nicaragüense en diciembre de 2001. Por la misma, Nicaragua reclamaba un área marítima superior a los 50 000 km², dentro de la cual se encontraban el archipiélago de San Andrés y varios atolones y cayos.
6 años después, en diciembre de 2007, se produjo un antecedente fundamental de este fallo: se dio a conocer la sentencia que concluyó el proceso incidental iniciado por Colombia —al presentar excepciones preliminares a la demanda de Nicaragua—, mediante la cual se reconoció la soberanía de Colombia sobre el archipiélago de San Andrés, Providencia y Santa Catalina. Al mismo tiempo, estableció que poseía competencia para resolver la disputa sobre la frontera marítima entre ambos países, adelantando que la tesis colombiana, la cual establecía que sobre el meridiano 82° corría el límite internacional Colombia-Nicaragua, era incorrecta, por lo que dispuso que analizaría la soberanía tanto la de las demás islas y cayos, como la de sus aguas adyacentes.

## La sentencia

### Comunicación
La sentencia fue dada a conocer el lunes 19 de noviembre de 2012 en la ciudad de La Haya, Países Bajos. Fue dictada por 15 jueces del principal organismo judicial de la Organización de las Naciones Unidas, el cual posee jurisdicción universal: la Corte Internacional de Justicia de La Haya, que comenzó a impartir justicia en el año 1946. La sede desde donde opera es el Palacio de la Paz, de la citada ciudad.
El fallo fue leído, en una exposición de dos horas, por el presidente de la Corte, el juez eslovaco Peter Tomka, frente a las delegaciones de ambos países pleiteantes. El lugar fue el auditorio de la Academia de Derecho Internacional; no lo hizo en la habitual Gran Sala del Juzgado de Paz pues esta se encuentra en renovación. Si bien el idioma de ambos países litigantes es el español, este no se utilizó; sólo fue leída la sentencia en inglés y francés, al ser ambos los únicos idiomas oficiales de la Corte Internacional. La lectura comenzó a las 15 horas (hora local, las 9 horas en Colombia y 8 horas en Nicaragua).

### Decisión

Mapa que muestra los efectos del fallo.

En la sentencia los jueces resolvieron que Colombia puede continuar ejerciendo soberanía sobre los territorios insulares, y las aguas inmediatas a ellos, que comprenden las islas de San Andrés, Providencia, y Santa Catalina, y sobre los 7 cayos que le disputaba Nicaragua, que los reclamaba como incluidos dentro de su plataforma continental. De esta manera, reconoció que el Tratado Esguerra-Bárcenas del año 1928 entre ambos países es un tratado limítrofe en lo que respecta a las islas, al cual, el 4 de febrero de 1980, el por entonces presidente de Nicaragua Daniel Ortega había otorgado el carácter jurídico de inválido, nulidad basada en que al momento de firmar dicho acuerdo su país estaba ocupado militarmente por Estados Unidos.
Como contraparte, Colombia perdió el control sobre una importante porción de una zona marítima al oriente del meridiano 82°, los que la corte reconoció como de soberanía nicaragüense, aunque otorga a la jurisdicción de Colombia una «lengua» de jurisdicción a la latitud de las islas de San Andrés y Providencia, del mismo modo que dos enclaves marinos de un radio de 12 millas náuticas alrededor de los cayos de Quitasueño y Serrana, los que estarán encerrados por aguas nicaragüenses, en razón de que, según entiende la corte, cada isla o cayo, por pequeña que sea, debe tener anexado un mar territorial. Estos territorios son ricos en petróleo, gas, y pesca, con abundancia de peces, caracoles, y en especial de langostas.
Según el presidente de la CIJ, Peter Tomka el fallo sólo se relaciona a Colombia y Nicaragua, sin perjuicio de los derechos de terceros países. Esto se vincula al hecho de que Colombia firmó tratados limítrofes marítimos con Costa Rica, Honduras, y Jamaica, los que ahora deberían ser renegociados también con Nicaragua.

## Efectos del fallo
Por medio de este fallo se pondría fin a la disputa territorial entre Colombia y Nicaragua en el mar Caribe suroccidental, si bien esto no ha ocurrido todavía. En efecto, la delimitación aún queda abierta y sin definir más allá de las 200 millas náuticas contadas desde las costas continentales, zona sobre la cual los magistrados se abstuvieron de pronunciarse.
Si bien el fallo es de carácter definitivo, uno o ambos países litigantes en algún momento podría interponer un recurso de revisión ante la misma corte, si es que entiende que han aparecido nuevos y determinantes elementos, los que al ser desconocidos no fueron presentados en las fases previas. Si se diera este escenario, la Corte debería evaluarlo, disponiendo para ello de un amplio plazo de 10 años.

### Los territorios en disputa

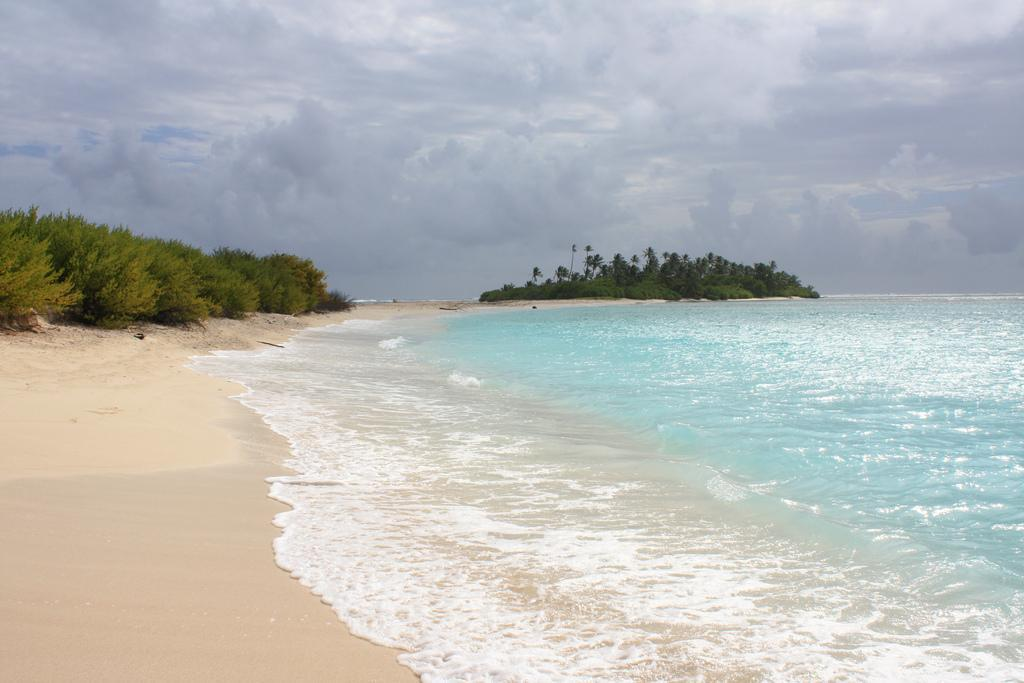
Cayo Sureste.

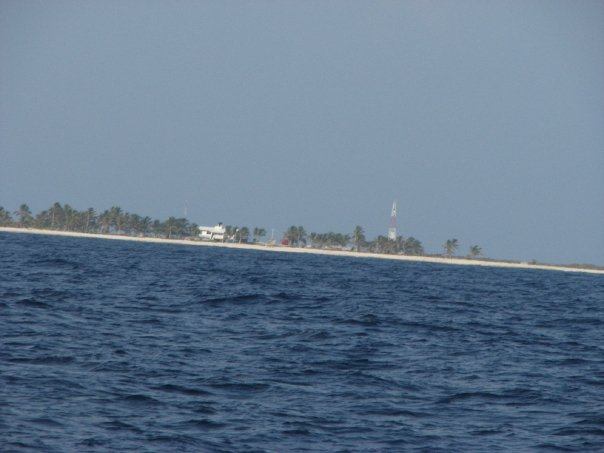
Cayo Roncador.

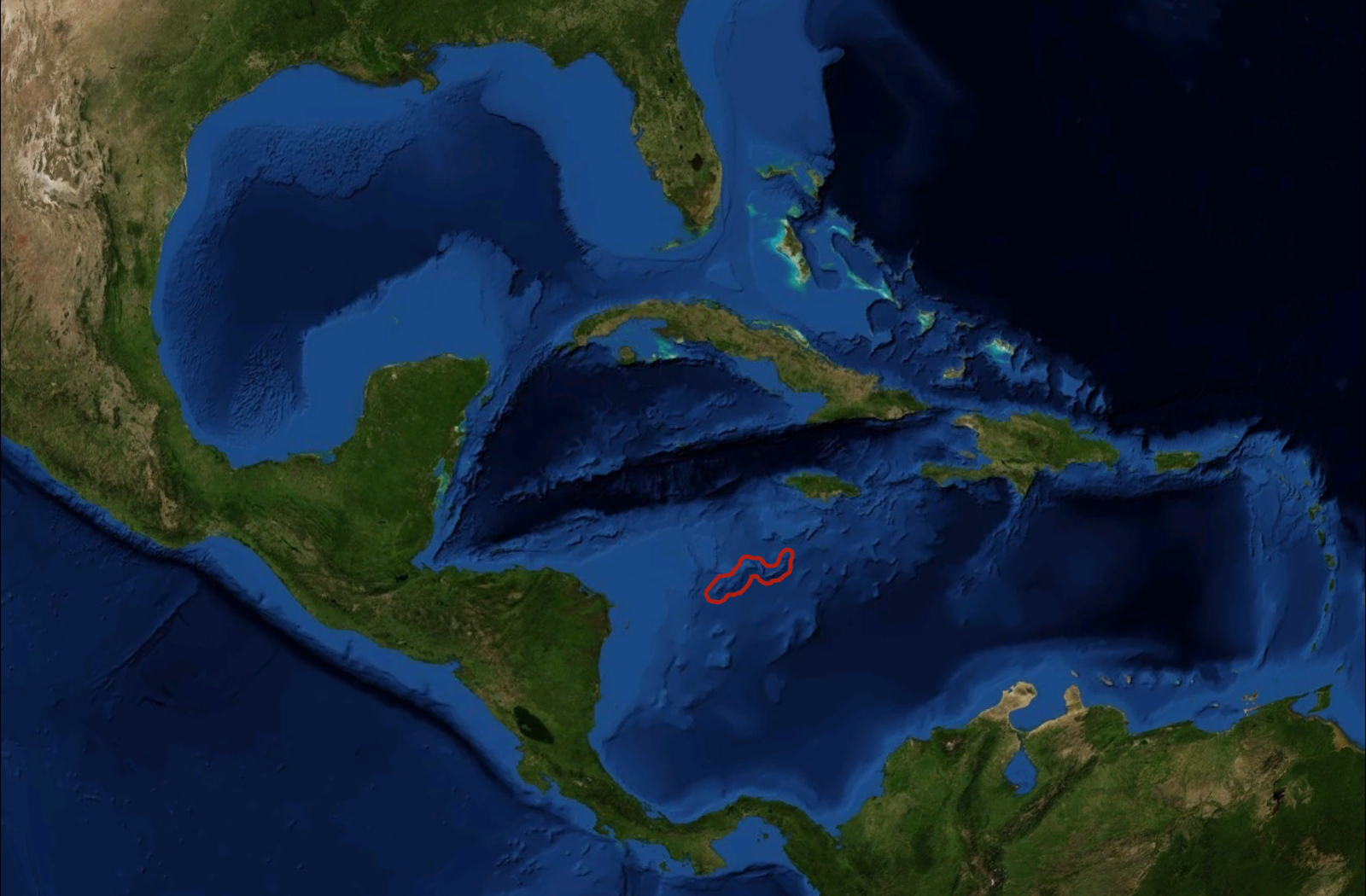
Vista satelital del mar Caribe occidental, mostrando en rojo el banco Serranilla.

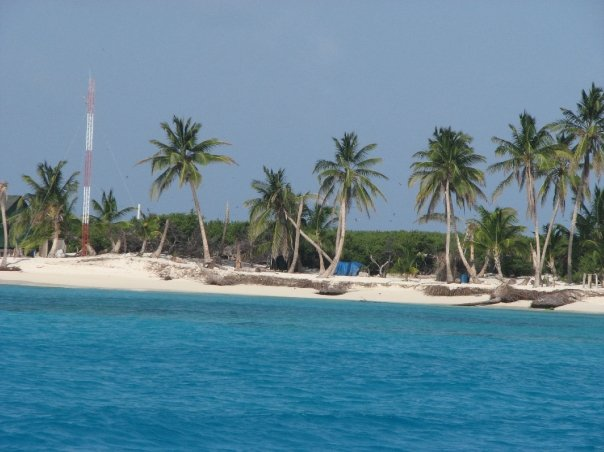
Cayo Serrana; según el fallo de la Corte de La Haya, este cayo y sus aguas envolventes se transformaron en uno de los dos enclaves colombianos insertos en las aguas nicaragüenses.

Los territorios en disputa sobre la plataforma marítima fueron repartidos por la corte de la siguiente manera:
- Los territorios insulares y una porción marítima quedaron para Colombia
- Gran parte del área marítima en disputa fue asignada a Nicaragua (hasta el día de la sentencia esas zonas eran explotadas por Colombia).

#### Los cayos
Los cayos ratificados como colombianos son territorios insulares de muy poca altura, por lo que algunos son también denominados bancos, o atolones, pues se originan por la acumulación natural de sedimentos y especialmente de escombros coralinos de arrecifes de coral, los que aún los rodean periféricamente. En algunos de ellos, en razón de ser lugares de anidamiento de varias especies de aves marinas, hubo explotaciones de sus depósitos de guano. Los 7 cayos son:
Alburquerque o cayos del Sur-suroestese sitúa a unos 37 km al suroeste de San Andrés, en las coordenadas 12°10′N 81°51′O / 12.167, -81.850.
Sureste, Sudeste, o Este Sudesteatolón de 6,4 km de largo y un ancho de 3,5 km. Está compuesto por dos cayos: East Cay, y West Cay o Bolívar, en este hay faro y un puesto militar colombiano. Se sitúa a unos 25 km al sureste de la isla de San Andrés, en las coordenadas 12°24′N 81°28′O / 12.400, -81.467.
Roncadorde 600 m de largo por 300 m de ancho, con un faro y presencia de la Armada Colombiana, en las coordenadas 13°34′N 80°03′O / 13.567, -80.050.
Serranillaen las coordenadas 15°50′N 79°50′O / 15.833, -79.833. Desde la firma del Tratado de Delimitación Marítima entre Colombia y Honduras del 2 de agosto de 1986, que entró en vigor al ser ratificado por Honduras el 20 de diciembre de 1999, ambos países fijaron una línea limítrofe que excluyó a Honduras de todo reclamo sobre este Banco, excepto por algunos islotes situados a más de 12 millas náuticas del banco, pese a lo cual sigue existiendo en la Constitución de Honduras la mención de su soberanía sobre Serranilla. Fue también reclamado por Estados Unidos en el año 1879 en virtud de la Ley de Islas Guaneras —aún vigente en dicho país—, si bien el 8 de septiembre de 1972, en el acuerdo de ese país con Colombia no fue incluida. En el intercambio de notas del 24 de octubre de 1983 Colombia le reconoció derechos de pesca a Estados Unidos en esa zona. Este fallo ha definido a favor de Nicaragua parte de dicha área, dejando de este modo obsoleto al acuerdo EE. UU.-Colombia en lo que atañe a dicho sector. En algunas publicaciones oficiales figura erróneamente como un «territorio no organizado y no incorporado» de los EE. UU.
Bajo Nuevo, Bajonuevo, o islas Petrelcon un faro y presencia de la Armada Colombiana, en las coordenadas 15°53′N 78°38′O / 15.883, -78.633. Fue también reclamado por Estados Unidos en el año 1869 en virtud de la Ley de Islas Guaneras —aún vigente en dicho país—, si bien el 8 de septiembre de 1972, en el acuerdo de ese país con Colombia no fue incluida. En el intercambio de notas del 24 de octubre de 1983 Colombia le reconoció derechos de pesca a Estados Unidos en esa zona. Este fallo ha definido a favor de Nicaragua parte de dicha área, dejandó de este modo obsoleto al acuerdo EE. UU.-Colombia en lo que atañe a dicho sector. En algunas publicaciones oficiales figura erróneamente como un «territorio no organizado y no incorporado» de los EE. UU. El 13 de noviembre de 1993 Colombia y Jamaica firmaron un Tratado de Delimitación Marítima que estableció en torno al Bajo Nuevo (al igual que sobre el banco Serranilla) una zona conjunta de administración, control, exploración, y explotación, tanto de sus recursos vivos como de los no vivos, la cual fue denominada jurídicamente: «Área de Régimen Común».
Quitasueñosituado a 37 km al suroeste de San Andrés, en las coordenadas 12°10′N 81°51′O / 12.167, -81.850.
Serranaen las coordenadas 14°20′N 80°20′O / 14.333, -80.333, fue también disputado por Estados Unidos, quien hasta el 17 de septiembre de 1981 mantenían una base militar en él. El 8 de septiembre de 1972, por un acuerdo binacional, Estados Unidos lo reconoció como colombiano.
Los dos últimos cayos han pasado a ser, mediante este fallo, enclaves colombianos rodeados de una pequeña plataforma de mar colombiano, pero que a su vez, ambas están rodeadas por aguas nicaragüenses.

## Repercusiones

### En Colombia
Inmediatamente de darse a conocer el resultado del contencioso de límites, el presidente colombiano Juan Manuel Santos convocó a una reunión en la Casa de Nariño, para analizarlo meticulosamente, a la Comisión Asesora de Relaciones Exteriores. La misma está compuesta, entre otros, por excancilleres y expresidentes colombianos.
Posteriormente, en una alocución que fue transmitida a todo el país, el presidente señaló que su gobierno no descartará: 

«...ningún recurso o mecanismo del derecho internacional para defender los derechos  de los colombianos.»

 También advirtió que: 

«Existen claros obstáculos que hacen compleja y difícil la aplicación de algunos aspectos de la delimitación marítima trazada por el fallo de la Corte de La Haya. Equivocadamente, en lugar de limitarse a trazar la línea en el área regulada por el tratado Esguerra-Bárcenas, resolvió extender dicha línea al norte y al sur del archipiélago. No estamos de acuerdo con que la Corte se haya salido del ámbito cobijado por el tratado, que ella misma había declarado válido y vigente».

Expresó que el fallo es:

«...inconsistente y no compatible con la concepción geográfica de lo que es un archipiélago...Todo esto realmente son omisiones, errores, excesos, inconsistencias, que no podemos aceptar. Teniendo en cuenta lo anterior, Colombia -representada por su Jefe de Estado- rechaza enfáticamente ese aspecto del fallo que la Corte ha proferido en el día de hoy. El Gobierno respeta el derecho pero considera que la Corte ha incurrido en este tema en serias equivocaciones. La Corte, al trazar la línea de delimitación marítima, cometió errores graves que debo resaltar, y que nos afectan negativamente».

Juan Lozano, entonces presidente del Partido Social de Unidad Nacional y Senador de la República de Colombia por el periodo 2010-2014, exigió que el país recurra a los caminos que la ley le otorga para hacer frente al fallo, el cual, según él, es adverso a los intereses del país. Para el senador: «los reglamentos contemplan dos figuras que están vivas en el derecho internacional: La primera es una demanda de revisión frente al fallo y la segunda una demanda de aclaración...».
También fue crítica la opinión de la senadora por el Movimiento Independiente de Renovación Absoluta (MIRA), Alexandra Moreno Piraquive, señalando que: «la corte se ha equivocado de cabo a rabo, nos esperábamos otra cosa, hasta un fallo salomónico, pero esto es absurdo, nos atravesó la línea divisoria por la mitad de la casa, nos reconocen los cayos, pero el resto del mar que los rodea es de Nicaragua. ¿Por dónde vamos a pasar? Yo creo que esto es absurdo».
El magistrado Gustavo Gómez Aranguren, presidente del Consejo de Estado, confesó que recibió el fallo «con dolor de patria», e indicó que el alto tribunal le había aconsejado a la comisión negociadora del gobierno nacional no acudir a los tribunales internacionales, adelantándole cómo sería el fallo si lo hacían.
El 28 de noviembre, el presidente Santos anunció que Colombia se retiraba del pacto de Bogotá, poniendo término a la jurisdicción de la CIJ en eventuales demandas con otros países. Ese mismo día, el secretario general de la OEA, José Miguel Insulza, confirmó el recibo de la denuncia del tratado por parte de Colombia.
En mayo de 2014, la Corte Constitucional conceptuó que los fallos de cortes internacionales no pueden ser usados para definir los límites del país, hasta que no se haya celebrado un tratado firmado por el Congreso y ratificado por el presidente, lo que valida la tesis del gobierno que ha dicho que su Constitución le prohíbe aplicar el fallo de la CIJ. Esto quiere decir que no podrá hacerse efectivo sin que exista un tratado, en este caso con Nicaragua. La decisión de la Corte es la respuesta a una denuncia interpuesta por el propio presidente Juan Manuel Santos en septiembre de 2013, al llamado Pacto de Bogotá suscrito por Colombia en 1968 y con el que se reconocía a la CIJ facultades para resolver litigios marítimos entre países de la región. Al conocer el concepto de la Corte Constitucional, Santos realizó una alocución en la que explicó que los límites entre los dos países siguen siendo los mismos que fueron establecidos por el tratado Esguerra-Bárcenas de 1928.

#### En las islas
Los principales damnificados por el fallo fueron las comunidades de habitantes de las islas. Arlinton Howard, presidente de la Asamblea de la isla de San Andrés, objetó a los integrantes del ejecutivo nacional.

«Son los responsables de todo. Esto nunca debió pasar. Desconocieron a San Andrés y ahora quien va a padecer esos errores será nuestra población...se perdió cerca del 50 % del mar territorial. Este es un daño patrimonial incalculable. La pérdida económica será enorme pues sólo en el cayo de Quitasueño se producen al año 200 toneladas de langostas, 100 de caracol pala, y 2000 de pescado. Súmele lo demás y verá que hay un daño grave».

Gabriel Arango Bacci, almirante retirado y excomandante en San Andrés, advirtió que el fallo afectará a Colombia en lo que atañe a la seguridad, pues en esa zona marítima suelen operar actividades ilícitas relacionadas al tráfico de personas, de dólares, de drogas, y de armas, las cuales el país las enfrentaba con dureza. «¿Qué va a pasar ahora?, es algo incierto».

### En Nicaragua
Daniel Ortega, Presidente de la República de Nicaragua, festejó la sentencia —la que según él resultó una «victoria nacional inapelable»— con un discurso en la «Plaza de la Revolución» de Managua, frente a miles de personas. Estaba acompañado por los expresidentes liberales Arnoldo Alemán y Enrique Bolaños, por el yerno de la exgobernante Violeta Chamorro (Antonio Lacayo), y varios excancilleres, entre los que destacaba un liberal crítico al presidente Ortega Eduardo Montealegre.
En su proclama, por momentos sosegada, además de asegurar que «sus hermanos sanandresanos» podrán desplazarse sin problemas por las aguas nicaragüenses, al mismo tiempo que mostró su alegría, criticó a su par colombiano calificando su alocución de «preocupante» ante la posibilidad de que Colombia no reconozca el fallo:

«Es un acto que muestra irrespeto total al derecho internacional, a la Corte, al pueblo colombiano, al mismo Estado colombiano, y se está irrespetando el mismo presidente, porque él había comprometido la palabra a su propio pueblo. Palabra que se compromete, palabra que se cumple. Esto nos preocupa. Será una falta de seriedad y falta de responsabilidad total. ¿A dónde va a recurrir?, sólo que recurra a la Corte Celestial. Entonces, ¿para qué fueron a la Corte?, ¿para qué admitieron a la Corte?, si no se puede cumplir con lo que manda la Corte porque las leyes internas no lo permiten. La Corte obliga en todo caso a que las leyes internas se ajusten a lo inmediato para que den plena potestad al mandato de la Corte. Con todo respeto al presidente Santos, pero él no es autoridad suprema para venir a juzgar a la Corte en qué se equivocó y en qué no se equivocó. Espero que esto no sea más que un discurso del momento por el impacto que les ha provocado esta resolución, donde sencillamente se le está reconociendo a Nicaragua derechos que les habían usurpado.(...)
 
Estamos logrando una plataforma continental, un territorio marítimo. Antes, hasta el día de hoy, éramos prisioneros en nuestro propio territorio marítimo. Colombia hizo muchas artimañas. Firmó tratados con Honduras y con Costa Rica para seguirnos atrapando. (...) Allá, en el meridiano 82º trazaron una línea y los colombianos nos mantenían acorralados con su poderío militar. No tenemos fuerzas de mar, fuerzas de aire que se puedan comparar con las fuerzas colombianas como para podernos ir a batallar en el mar. Se impusieron por la fuerza durante años. Colombia debería indemnizarnos por tantos años de explotación de nuestros recursos naturales. (...) Hoy es un día de la patria, hoy es un día de la unidad nacional, hoy es un día de victoria nacional de todos los nicaragüenses y de todas las nicaragüenses. Este fallo se debe a la tenacidad de nuestro pueblo (...) la tenacidad de los nicaragüenses, quienes han logrado recorrer ese largo camino, venciendo escollos salvando obstáculos, enfrentando atropellos y frente a atropellos respondiendo con la lucha y con la ley en la mano»

Según lo señaló el embajador de Nicaragua en los Países Bajos, Carlos José Argüello,  con el fallo de la Corte, Nicaragua se sintió «satisfecha», pues es un «gran triunfo», una «victoria» para el país, que ha conseguido «espacios marítimos importantísimos».
Similares palabras emitió el equipo nicaragüense: «difícilmente hubiéramos podido salir mejor». El abogado de la delegación nicaragüense, Antonio Remiro, indicó que gracias a esta sentencia, su país: ha salido de la jaula del meridiano 82.

## Implementación del fallo
Tras varios meses de efectuado el fallo por la Corte de La Haya, la situación no ha cambiado mucho. Colombia ha reforzado su presencia naval en el área en disputa, y busca vías legales para tratar de revertir los efectos del fallo. Para ello ha contratado a la firma de abogados ingleses Volterra-Fietta.